# Dictyoleon nervosus
Dictyoleon nervosus is een insect uit de familie van de mierenleeuwen (Myrmeleontidae), die tot de orde netvleugeligen (Neuroptera) behoort. 
Dictyoleon nervosus is voor het eerst wetenschappelijk beschreven door Esben-Petersen in 1923.